# Acutisoma acutangulum
Acutisoma acutangulum is een hooiwagen uit de familie Gonyleptidae. De wetenschappelijke naam van Acutisoma acutangulum gaat terug op Simon.